# Thelocarpon epibolum
Thelocarpon epibolum är en lavart som beskrevs av Nyl. Thelocarpon epibolum ingår i släktet Thelocarpon och familjen Thelocarpaceae.  Utöver nominatformen finns också underarten epithallinum.